# Brand des New City Commercial Centers

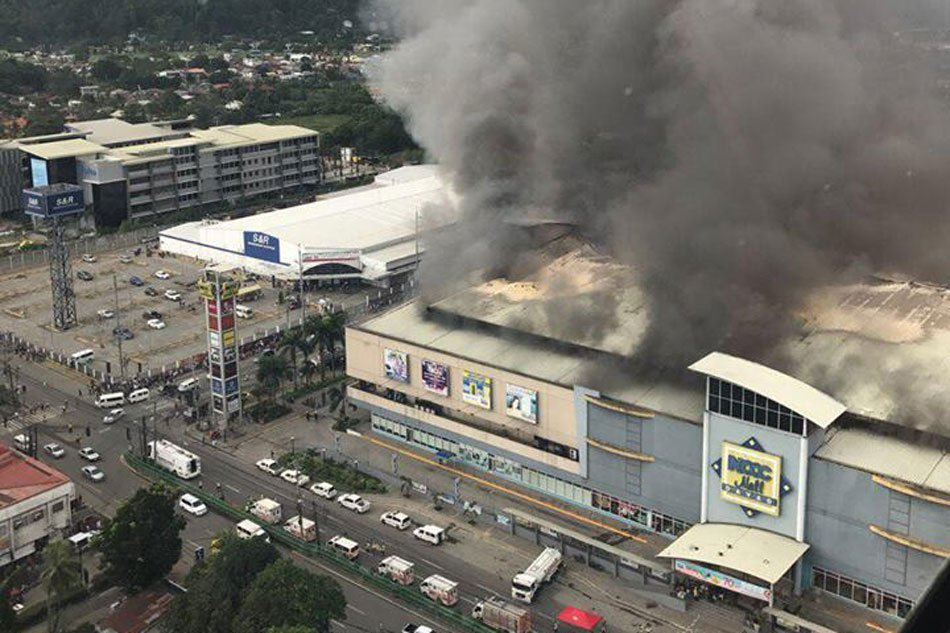
Das New City Commercial Center in Brand

Brand des New City Commercial Centers ereignete sich am 23. Dezember 2017 im New City Commercial Center (NCCC) in Davao City, Philippinen. Bei dem Unglück starben 39 Menschen.

## Hergang
Der Brand brach gegen 9:30 Uhr Ortszeit im dritten Obergeschoss der Mall aus. Das Feuer griff rasch um sich, da im dritten Obergeschoss Kleidung, Schulmaterialien und Möbel verkauft wurden, die das Feuer nährten. Das Feuer griff auf das vierte Obergeschoss über, in dem sich das Büro eines Marktforschungsinstitutes befand. Der Brand war so intensiv, sodass er erst am 25. Dezember nach rund 32 Stunden gelöscht werden konnte. Zum Zeitpunkt des Brandes fanden Renovierungsarbeiten statt.

## Opfer
Der Brand forderte 39 Opfer. Darunter ist auch der Sicherheitsbeamte Melvin Gaa, der mehrfach ins brennende Gebäude zurückkehrte, um Evakuierungen zu unterstützen und weitere Menschen zu retten. Von seinem letzten Rettungsversuch kehrte er jedoch nicht mehr zurück. Die meisten Opfer waren Angestellte des Marktforschungsinstitutes im vierten Obergeschoss.

## Mängel bei Brandschutz und Evakuierung
Untersuchungen ergaben erhebliche Mängel beim Brandschutz:
- Kein funktionsfähiges Sprinklersystem im dritten und vierten Obergeschoss. Die Sprinkler waren absichtlich abgeschaltet.
- Das Feueralarmsystem im Büro des Marktforschungsinstitutes war nicht mit dem übrigen Feueralarmsystem des New City Commercial Centerverbunden.
- Notausgänge und Fluchtwege waren nicht feuer- und rauchdicht, was die Evakuierung verhinderte.

## Folgen
Die Mall wurde nach dem Brand abgerissen und durch einen Neubau ersetzt.

## Ermittlungen und juristische Aufarbeitung
Im März 2018 reichte eine Anti-Arson-Taskforce (IAATF) Strafanzeigen gegen 33 Personen ein – darunter Mallbetreiber, Führungskräfte des Marktforschungsinstitutes, Baufirmen und Beamten aus Brandschutzbehörde und Bauamt ein. Es wurden Anklagen wegen fahrlässiger Tötung, Korruption und Verstößen gegen das Feuerschutzgesetz erhoben.
Am 19. Dezember 2018, fast ein Jahr nach dem Vorfall, wurden die Anklagen gegen die Mallbetreiber und die Führungskräfte des Marktforschungsinstitutes fallengelassen. Die IAATF sah keine ausreichenden Beweise, um Anklage gegen Führungskräfte von AC Rockport Construction and Development zu erheben, die die Renovierung des dritten Stocks des Einkaufszentrums durchgeführt hatten. Die Task Force stellte fest, dass bei der Installation der elektrischen Leitungen während der Renovierung im dritten Stock kein Fehlverhalten vorlag und somit wahrscheinlich kein Elektrobrand (was anfänglich als Brandursache vermutet worden war) verursacht wurde.

## Bedeutung
Das Unglück zählt zu den tödlichsten Mall-Bränden der Philippinen. Es führte zu Diskussionen über Brandschutz in Einkaufszentren und Sicherheit am Arbeitsplatz.
Der Brand zählt zu den schwersten Bränden der Philippinen nach dem Brand des Ozone Nachtclubs (1996) und dem Brand des Manor Hotels (2001) und dem Brand der Kentex-Fabrik (2015).